# Storkvæven
Der Storkvæven (norwegisch für Großer Kessel) ist ein vereister Bergkessel im ostantarktischen Königin-Maud-Land. Nahe dem südlichen Ende der Sverdrupfjella liegt er auf der Nordwestseite des Nupskåpa. 
Norwegische Kartographen, die ihn auch benannten, kartierten den Bergkessel anhand von Luftaufnahmen und Vermessungen der Norwegisch-Britisch-Schwedischen Antarktisexpedition (NBSAE, 1949–1952) sowie zwischen 1958 und 1959 entstandenen Luftaufnahmen der Dritten Norwegischen Antarktisexpedition (1956–1960).